# Tortoreto Lido (przystanek kolejowy)
Tortoreto Lido (wł. Stazione di Tortoreto Lido) – przystanek kolejowy w Tortoreto, w prowincji Teramo, w regionie Abruzja, we Włoszech. Znajduje się na linii Adriatica (Ankona – Lecce). 
Według klasyfikacji RFI ma kategorię brązową.

## Linie kolejowe
- Linia Ankona – Bari